# Клузио (Болцано)
Клузио је насеље у Италији у округу Болцано, региону Трентино-Јужни Тирол.
Према процени из 2011. у насељу је живело 340 становника. Насеље се налази на надморској висини од 1061 м.